# 女体化ヤンキー学園★〜オレのハジメテ、狙われてます。〜
『女体化ヤンキー学園★〜オレのハジメテ、狙われてます。〜』（にょたいかヤンキーがくえん オレのハジメテ、ねらわれてます。）は、高尾鷹浬による漫画作品。2014年7月15日より各電子書籍配信サイトで「ビンカンきゅんGIRLS」（Bevy）レーベルの電子コミックとして配信。単行本はリブレより発売されている。

## ストーリー
筋金入りのヤンキー・門木虎雄は嵐田学園の2年生で喧嘩の腕っ節には自信があり、これまで喧嘩では誰にも負けたことがない。しかし、ある日、生意気な顔の女ったらしのお調子者・犬塚良平に打ち負かされてしまった。虎雄は屈辱的な敗戦を喫する。そんな屈辱を晴らすべく待ちに待った犬塚との再戦の日。犬塚に負けてからこの数日間、不良らしからぬ苦行にも耐え抜いてきた虎雄は1日足りとも犬塚のことを忘れた日はないと闘志を燃やしていた。
「今日こそ絶対に勝ってやる！」と意気込む虎雄に、舎弟の一人であるタケから景気付けとしてジュースを渡され、舎弟たちの心遣いに感謝しながら一気飲みした。しかしあまりの不味さに途中で吐き出してしまう。缶を確認すると、そこには「あこがれの女体化ジュース」の書かれており、突如発生した煙に巻かれた虎雄は、栗色の髪の美少女「トラコ」になっていた。

## 登場人物

### 主要人物
門木虎雄（かどき とらお） / 門木トラコ（かどき トラコ）
本作の主人公であり、実質的なヒロインでもある。市立嵐田学園高校の2年生。誕生日は3月21日。星座はおひつじ座。血液型はO型である。チビで童顔だが、負けん気だけは誰にも負けない硬派なヤンキー。元気いっぱいでヤンチャな性格で、曲がったことが大嫌い。男の中の男を目指している。単純かつ短絡的で少し頭が悪い。トラコの場合は虎雄の性格に加え、ちょっぴり寂しがり屋な一面を持つなど、天然ツンデレな性格になる。好きなモノは強くて大きいモノ、なんかカッコいいモノ、甘いモノ。苦手なモノは辛いモノ（食べられたらカッコいいと思うけれど苦手）、細かい作業。
「女体化ジュース」で女の子（トラコ）になってしまい、ライバル・犬塚の強引なアタックに翻弄されてしまう。さらに犬塚の元彼女・美由紀にも嫉妬される日々も。男の時からかわいい系の顔立ちであったが、女になってさらにキュートな少女に変身した。女体化して以降は、回を重ねるごとに女子力を増している様子。犬塚の片手で掴めるぐらいの貧乳である。恐竜（特にティラノサウルス）と推理マンガが大好きである。食べ物に釣られやすい。
犬塚の自宅で行われた初のHについて、当初こそキャンキャン吠え付いてきたと思えばブルブル震えた様子から、犬塚からは「ポメラニアン」と言われた。犬塚曰くトラコは「子供っぽいが顔が可愛く、超ウブなくせに体だけエロエロで征服したくなるタイプ」とのこと。また「トラコの体はちんちくりんだが、パーツは全部一級品」とのこと。毎回犬塚とのエッチのタイマンではトラコの単純な性格も災いし、全戦全敗を喫している。
ただし、騎乗位リベンジマッチ（コミックス3巻収録の巻末描き下ろし漫画）では、犬塚が体位を変えるという反則技をしながらも、トラコの卑怯な手で引き分けに持ち込んだ。
また、犬塚との温泉旅行との際、露天風呂でのタイマンにおいては、犬塚から「俺のことを生かせられたら、『トラコの勝ち』だろ？」と言われ、動揺した。犬塚から見れば、毎回いつも犬塚ばかりに愛撫されるトラコを「マグロ女」と呼ばれてしまう。トラコが横たわる姿はまさしくマグロそのものだったらしい。結局犬塚のテクに翻弄され、またしても負けを喫するハメになった。ただし、犬塚から見れば、マグロが駄目とは言っていないとのこと。トラコはマグロでも可愛いと思っている。その際、温泉でのぼせてしまった（なお幼少の頃からのぼせやすかったとのこと）。
なお、学校にはトラコが「門木虎雄は修行で山ごもり」と言い訳し、舎弟とともに担任教師に必死で土下座した結果、担任教師が校長に掛け合った結果、虎雄の親戚のいとこが転校してきたとみなされ、出席と成績を門木虎雄の扱いとしている。なお、父親の虎三にはトラコが居候していると話している。当初こそノーブラで登校していたが、次第にブラジャーを取り付けて登校するようになった。いずれ男性に戻れた時は、犬塚と飽きるまで川原でタイマンしたいと誓っている。
勉強が苦手であり、子供のころから教科書を3分以上開いていると睡魔に襲われる（いわゆるおバカあるある）。実際、犬塚がトラコに教科書を開いた際は2秒で睡魔に襲われた。2学期の期末テストで全教科平均13点と赤点だらけで平均30点以上をとらないと留年の危機を迎え、追試を余儀なくされる。しかし、犬塚のエロすぎる勉強法の結果、追試では全教科30点以上をとり留年は免れた。なお過去にも2年に進級する際、赤点で留年になると大騒ぎしていたことも。カレーライスを作る際に限って服に飛ばす。髪もカレーの為に括ったという。
犬塚曰く虎雄とトラコの関係は親戚ではなく、元彼と元彼女の関係だと勘違いしているらしく、「虎雄が山篭りと言いながら、実は虎雄の写真で山でシコリ続けている」と思われている。
父親の虎三には「虎雄は山篭りをしており、親戚のトラコが居候している」とごまかしているが、虎三から「犬塚に本当のことを話したほうが良い」と言われるなど、犬塚に嘘を付いている罪悪感に悩まされている。しかし熊山田に襲われた際に、犬塚が駆けつけた際、発情期状態だったトラコを心配し、犬塚が「俺も嘘とか嫌いなんだが、でも『嘘も方便』もあって、時には必要な嘘もあるんだ」と言われた後、トラコは正気を取り戻した。トラコは「嘘も方便」を偉く気に入り、さらに犬塚からは「嘘もつき通せば真実（まこと）というのもある」と言われ、犬塚に感謝した。
ある日、犬塚が職員室に呼ばれ、教師に犬塚が先週の土日に駅前で女性をナンパしまくってたという疑惑でショックで寝込むなど犬塚を心配するようになった。トラコも犬塚のナンパ疑惑については「ナンパした」と思っていたようだが、ただし、後述で犬塚が話した様に、先週の土日に虎雄の家に泊まっていたため、全くの無実。「何者かが犬塚の名を騙って駅前の繁華街で女をナンパを繰り返していた」ことだったため、トラコが犬塚の名を騙った犯人探しを手伝うことを決心する。
トラコはこのような行為ができる奴は「女好き、卑怯者、ゲス野郎」の3つのキーワードに関連すると悟った。最初は日ノ出直道を疑っていたが、その最中に犬塚と鬼崎学園の連中とタイマンを繰り広げる。その後、トラコもタケから釘バットをもらい、乱入すると、虎雄の幼馴染みだった雉山鉄也と再開する。なお、鉄也には「トラコは虎雄の親戚だ」と話しており、また「虎雄は現在山にこもって修行している」と話していた。
その後、カフェで美由紀と「犬塚に恨みを持つ奴」の話を繰り広げていた結果、「過去に女を寝取られた男」というヒントを得る。犯人確保にかかろうとしていた時、偶然カフェの前で戸影美三が女に「俺が嵐田の犬塚だ」と口説いていたことが判明。犯人を戸影と断定し、戸影達を追った。トラコが戸影に対してなぜそんなことを行ったのか問い詰めた結果、戸影は犬塚が気に食わず、一度でいいから犬塚がボコボコにされるのを見たかった。しかし、ケンカでは犬塚に適わないと知ると、こうして犬塚の名を騙って女性をナンパを繰り返していたことが判明した。そのことにトラコが激怒し、戸影を成敗しようとするが、一味に捕まれてしまう。大ピンチに追われるが、鉄也に救われる。その際、虎雄の実家で鉄也に「俺は門木虎雄だ!!」と真実を告げ、結果的に鉄也はショックを受け、結果的に落ち込ませた。
犬塚良平（いぬづか りょうへい）
本作のライバル。誕生日は11月8日。星座はさそり座。血液型はA型。クールな性格で、一匹狼タイプ。女たらしで幅を利かせているヤンキー。遊び人。未成年だが喫煙している。喧嘩が強く、重度の変態で経験豊富なためにエッチなど性行為に関するテクニックは他の追随を許さない。トラコと出会うまでは何事にも執着しないタイプだった。また、女慣れはしているが、恋愛慣れはしていない。そのせいか、その言葉や眼差しが拳と同じくらい真っ直ぐで不器用な性格でもある。
ある事件やイベントが終わる度に必ずトラコを「お仕置き」と名ばかりのエッチをするのが恒例となっている。好きな女の子はいじめたくなるタイプであるが、Hのあとくっつきたいタイプでもあるなど、実はオラあま系である。好きなモノは静かな場所、ちんちくりん（最近ハマっている。つまりトラコのことである。）。苦手なモノは面倒くさいこと、甘いモノ。
かつては巨乳好きだったが、ある日のタイマンでトラコと出会ってからは胸が小ぶりではあるが、自分の片手がちょうどぴったり入ることもあり、トラコに恋をすることになった。以後、トラコには強い執着心を見せたりする。トラコとの恋のタイマン（いわゆるエッチ）では全戦全勝である。
基本的にクールな性格をしており、ジェットコースターに乗ったときやお化け屋敷にいたときも真顔だった。ある日のタイマンで、ジュースの影響で女体化した虎雄（トラコ）に恋をし、以後は強引にトラコを自分の物にしようとする。アパートで一人暮らしをしており、休日は道路工事の警備員のバイトをしている。他にも建設工事のバイトなど色々こなす。また意外にも頑張り屋さんらしく、トラコとの温泉旅行の目的で一時はめちゃくちゃバイトを入れていたらしく、その反動で学校へ来たら寝てばっかりだった。結果、温泉旅行で宿泊する旅館では温泉付きの部屋を予約していた。また2人分の旅館の宿泊代金を全額払うなど、潔く男前な性格をしている。（ただし、トラコから見れば屈辱以外の何者でもないらしく、そのことでトラコが飲料品メーカーのイベントのコンパニオンのバイトをする遠因を作ることになる。）
また嵐田学園に生徒として転入してきた日ノ出直道と虎雄の幼馴染みの一人である雉山鉄也とは、かなり因縁を付けている。なお勉強に関しては赤点ラインである30点を超えているなど成績は比較的優秀である。その後トラコが追試をクリアをした後に貸しを返すためと、10年ぶりに人が作ったカレーライスが食べたいという理由から、また虎三の人柄もあり虎雄の家に泊まる事になった。ある日の朝、トラコに逃げられた際に、虎雄のアルバムを読んでいた時、トラコの写真が1枚もなかったことに気が付く。トラコにその事を訪ねた結果、虎雄の親戚と偽って、元彼・元彼女の関係だったと勘違いしている。また虎雄はその写真を使って山でシコリ続けていると思っているらしい。以後、不定期にここ毎日、虎雄の家に泊まることもある。
幼少のころ、犬を飼っており、その犬が夜になると毎晩布団のなかに入ってくるらしく、いつも一晩中なでていた。その習性からか、今でも手を動かすと眠りやすいという。
ある日、教師から職員室に何度も呼び出しされ、「先週の土日、駅前の繁華街で嵐田の犬塚が手当たり次第、女をナンパしまくってた」と苦情が入っていたと言われ、濡れ衣を着せられたが、本人は全くやっていないと自白していた（後に戸影による犯行だったことが判明）。その際、トラコに本当の事を話していたが、トラコが「マグロだ」とか「もっとベロベロでレロンレロンなエッチなお姉さんと遊びたくなったに決まっている」と話したが、犬塚が真面目な話をしているのに、トラコがふざけた話をしていた時、犬塚は「トラコと話してるととあったかくなる。どんな時でも」と褒めた。またトラコに無実を話した。先週の土日、犬塚はトラコ（虎雄）の家に寝泊りしていた。また一人の時間もあったが、土曜はほとんど虎三と一緒だったため、シロだったことが判明した。つまり、「先週の土日に、何者かが犬塚の名を騙ってナンパを繰り返していた」ということになる。その後真犯人は戸影だったことが判明した。
竹田恵一郎（たけだ けいいちろう）
虎雄の舎弟の一人。通称「タケ」。誕生日は1月12日。星座はやぎ座。血液型はA型。幼少のころからの付き合いで、1歳年下である。兄貴である虎雄が大好き。サングラスにリーゼントの出で立ちをしている。犬塚とのタイマン対決の日に、ある自動販売機で缶コーヒーを買ったときにおまけで出てきた「あこがれの女体化ジュース」を虎雄に渡した張本人。幼少のころは目が3の字である。好きなモノは兄貴と過ごす時間、缶コーヒー、筋トレ（虎雄を守るために、最近始めた。）。苦手なモノは虫、気の強い女性。
犬塚が先週の土日に、駅前の繁華街で女をナンパしまくっていた疑惑で犬塚に対して、トラコが傷ついていることを話し、ケンカを売るなど度胸がある様子。
久保田心平（くぼた しんぺい）
虎雄の舎弟の一人でもあり虎雄の下僕。通称「心平」。誕生日は4月30日。星座はおうし座。血液型はO型。時代遅れのモヒカンをしている。目が可愛い。タケと同様、虎雄の幼少の頃からの付き合いで、1歳年下である。影が薄く、タケよりも存在感が無い。ビビリな性格である。しかし、虎雄を好きな気持ちは誰にも負けない。好きなモノは動物、釣り、ヨガ（虎雄を守るため、最近始めたが、なんか違うと感じている様子。）。苦手なモノは自己主張、犬塚。
緒川美由紀（おがわ みゆき）
犬塚の元カノと思われる女子高生。誕生日は9月2日。星座はおとめ座。血液型はB型。虎雄を「サル」と呼んでいるが、トラコを「ちんちくりんな女」と呼んでいる。トラコには対抗心を持っている。いつかトラコにトドメを刺してやる野望を持っている。好きなモノは美容パック、マッサージ、桃。苦手なモノはひ弱な男（あらゆる意味で！）、おばけ。
犬塚がトラコを一途に恋をしていることに腹を立て破局する。またトラコには犬塚とは早く別れた方が良いと忠告していた。その後、トラコが「先週の土日に、犬塚の名を騙ってナンパを繰り返していた」犯人探しに協力した。その際、トラコが知りたがっていた「犬塚に恨みを持つ奴」について語り合っていた末、「過去に女に寝取られた男では？」に至った。
雉山鉄也（きじやま てつや）
鬼崎学園の頭（トップ）。虎雄の幼馴染み。親が転勤族で、幼少のころ「どうせ引っ越すのに友達なんかいらない」と心を閉ざしていた時期があったが、虎雄から日本中に友達をたくさん作ればいいと言われたことから、虎雄やタケ、心平たちと遊ぶようになって、暗いことを考える暇もなくなったという。虎雄のおかげで現在の自分がいると感謝していた。後に関西に転居したが、去年鬼崎学園に入学した。鬼崎統一に忙しくて、虎雄に連絡もできなかったが、タケからもらった釘バットを持って乱入してきたトラコに惚れる。鉄也曰くトラコは「釘バットのシンデレラ」とのこと。
女心には鈍く、女性と話す時はいつもつまらないと言われていたらしく、純粋な性格のトラコとは会話が合う。
トラコの家にお邪魔した際、虎雄との思い出話を繰り広げた後、トラコに身体をチェックされた時、トラコ曰く「俺、素早さなら負けないけど、パンチは軽いもんな～」と関心された。「俺に気があるのでは！？」と思った鉄也はトラコを誘った際、「下手かも知れないけど、いっぱい感じてもらえる様に頑張る」と言い、トラコとエッチを試みたが、トラコが尻軽ヤンキーと思われてしまうことを察知したこともあり、鉄也はトラコに金玉蹴りを喰らわれる。その際、トラコは鉄也に「俺は門木虎雄なんだ!!」と告げられる。しかし、鉄也は「虎雄が女体化ジュースを飲んでトラコに変身したこと」を信じていなかったため、トラコにヒノデドリンク本社へ行かされる。その際、直道が開発した「女体化ジュース」を飲んで女体化の証明をしてあげたいと語られる。さらにトラコが直道に「猫体化ジュース」を飲まされて、猫に変身したトラコの姿を見て、興奮していた。その後、虎雄だったことが判明したことがショックで、混乱をきたし、帰宅していった。
帰宅後、シャワーを浴びていた際、「トラコが虎雄…?」というトラウマに駆り立てられ、めちゃくちゃ勃ってしまった。

### 関係者
門木虎三（かどき とらぞう）
虎雄（トラコ）の父親。昔から勘が鋭く、女体化した虎雄をあっさり受け入れてくれた。なお、虎雄の母親は虎雄が出産してからすぐに死去したという。犬塚が虎雄の家に訪れた際、犬塚に「トラコは最近居候でやってきた」と話していたが、犬塚が去った際、虎雄（トラコ）にめんどくさい事になる前に、本当のことを話すべきだと語った。
竹田愛美（たけだ まなみ）
タケの実姉。元ヤンキーで硬派で男嫌い。金髪のロングヘアーをしている。コミックス2巻のカバー下のエピソードで初登場。タケがトラコに健全なブラジャーを着けて欲しいと頼まれたが、トラコに少し派手なブラジャーを着けた。それが姉弟ケンカに発展した。トラコが「これ、恥ずかしいかも…」と照れていると、トラコに「ハジメテ」を教えていた。虎雄が女体化し、トラコになって以来、服のお下がりをもらったり、新しい服や下着などを買ってくれたりお世話になっている。

### ヒノデドリンク社
日ノ出直道（ひので なおみち）
大手飲料品メーカー「ヒノデドリンク社」の創業者にして社長である日ノ出晴道の息子。主に商品開発を担当しており、虎雄が飲んだ「女体化ジュース」を発明した。人知を超えた天才開発者を名乗っている。
一流の家に生まれ、一流の容姿と頭脳を持ち、一流の大学を卒業してモテまくりの人生だったらしい。抱いてきた女の子は5000人を超える。女体化ジュースを作ることを使命としている。後に嵐田学園に生徒としてトラコのクラスに入学する。
その後は虎雄のために「男体化ジュース」の開発を最優先しているが、トラコに「発情期ジュース」を飲ませるなど、「男体化ジュース」を開発する気が全くない。理由は開発研究よりも「虎雄達をからかう面白さ」が勝ってしまったという。また天才脳である反面、ものすごく気が散りやすい性格である。
講義の後はようやく男体化ジュースの開発に精を出している様子。ちなみに、先週の土日に、犬塚の名を騙って駅前の繁華街で女をナンパしまくっていた犯人探しについては、トラコに犯人を疑られたが、全くの無実である。直道も犬塚の名を騙る意味がないとのこと。犬塚に恨みを持った人物の犯行じゃないかと助言を呈した。
トラコが鉄也に、「虎雄が女体化ジュースで女体化し、トラコになった」ことを証明することを話した際、冗談みたいな展開に薄笑いを浮かべていた。また自己紹介を終えた後、鉄也に「女体化ジュース」を飲んで、女体化の証明したいと発言した。また、秘書の菊田からはマウスを使った実験なら簡単に立証できると言われたが、却下した。さらに、鉄也に「猫体化ジュース」を勧めた（結局、トラコが再び飲むことになった。）。最後に鉄也に対して、「人間が猫になれるジュースを作れるから、男が女になるジュースを作れないワケがない」と断言し、鉄也を落ち込ませる結果を作った。さらに、「またこれで信じてくれるのだから、男子は単純だな」と発言した。
菊田清志郎（きくた きよしろう）
直道の秘書。通称菊ちゃん。暴走する直道を制止するツッコミ役を兼ねる。発情期ドリンクを飲まされた虎雄（トラコ）を心配していたが、トラコが元気を取り戻したことと、トラコが元の男性の姿を取り戻したいという決心から、虎雄を男の子に戻るために協力することを決意する。

### その他の人物
戸影美三（とかげ よしみつ）
嵐田学園では虎雄・犬塚と同じ学校の生徒。「赤ランのトカゲ」の異名を持つ不良生徒。蛇のように長い舌を持つ。体育倉庫から学園の支配を目論んでいる。美由紀の頼みで一味とともにトラコを攫ったが、そのことを察知した犬塚によってやられる。その後、先週の土日に、嵐田学園の犬塚の名を騙り、女をナンパを繰り返していた。そのことをたまたまカフェにいたトラコと美由紀に見つかってしまう。トラコにその目的について問われたが、その理由はいつもスカした面した犬塚が気に食わないだけらしく、一度でいいからあのスカした面がボコボコになる所が見てみたいと思っていた。だが、ケンカでは犬塚には適わないと思ったのか、こうして犬塚の名を騙ってナンパして怒ったどっかの男が犬塚をボコボコにするのを待っていたという。そのことにより、トラコの逆鱗に触れる結果となった。一味がトラコを捕まえ、今度こそたっぷりと堪能させようとしたその矢先、鉄也にやられる結果となった。
熊山田剛（くまやまだ ごう）
熊山田流合気道部の部長。3年。発情期ドリンクを試飲されたトラコが「鍛錬が足りないのかな」と発言したことを聞きつけ、勧誘した。トラコに基本の構えを教える際に、トラコがイヤらしい声を発することに怒るも、トラコの色仕掛けにやられる挙句、トラコが道着を脱いで、顔がおっぱいにぶつけられて、快感を得る。その際、トラコを嫁にして欲しいと懇願すると、犬塚にやられる。
鬼崎尊（おにざき たける）
鬼崎学園の影のブレーン。トラコに惚れた鉄也に憤慨していた様子。

## 関連用語
あこがれの女体化ジュース
日ノ出直道が発明した女性に変身するジュース。非売品らしく、タケが自動販売機でジュースを買った際におまけでもらい、それを虎雄が飲み女体化し、トラコになる元凶を作った。この世の快感を全て知り尽くしたと思っていた直道は、「性行為における男女の快感（エクスタシー）の違いを表したグラフ」に出会った。その時、自分の知っている快感は女性のそれの何分の一にも満たないことを知る。そのことがきっかけとなり、女性になって女性の快感を感じることができる女体化ジュースを発明するに至った。
モフモフの猫体化ジュース（モフモフのにゃんたいかジュース）
ヒノデドリンク社が女体化ジュースを飲んでしまった虎雄にお詫びするため、届けられた品物。虎雄や舎弟（タケ、心平）は「男体化ジュース」が届くと勘違いしていた。これを飲むと猫耳や尻尾が生え、猫人間になる。中身まで猫化しており、「にゃーにゃー」と猫の鳴き声しか言えない。
ヒノデドリンク社
日ノ出晴道が創業した大手飲料品メーカー。本社ビルの前には創業者・日ノ出晴道の銅像が置いてある。虎雄が飲んだ「あこがれの女体化ジュース」を開発した。他にも「モフモフの猫体化ジュース」、「初恋の味」といった変わったジュースを販売している。
DRINK FESTIVAL!!2017（ドリンクフェスティバル!!2017）
ヒノデドリンクも加盟しているドリンク飲料品協会が主催する毎年開催されている日本中の飲料品メーカーがこぞって新商品をPRするイベント。トラコはバイトでヒノデドリンク社のコンパニオンを務めることになったが、時給3000円と美味しいバイトでもある。毎年、上玉のコンパニオンが揃っていると写真マニアには評判らしい。ヒノデドリンクは「初恋の味」を宣伝していた。なお、この年のヒノデドリンクのブースはやり手かつ昨今のスタイル重視のコンパニオン界にあえて、トラコを起用した。発展途上のおっぱいに透き通る白い肌にピンクのパッケージが映えたらしく、こうした庶民性でアプローチをかけていることから、マニアからは実に新鮮で高評価を得た。
熊山田流合気道（くまやまだりゅうあいきどう）
武術を通じて、心身を鍛錬し、内外共に鋼の様な人間を目指す武道。それを極めるとどんな人でもすぐに2メートル級の大男を投げ飛ばせる様になると謳っている。
女体の良さについての講義（にょたいのよさについてのこうぎ）
トラコが講師で、菊田が主催を務める講義。直道が「男体化ジュース」を開発するモチベーションが下がったことに懸念していた菊田が、直道にもう一度女体化への情熱を取り戻せれば、自ずと男体化ジュース開発へのモチベーションも上がってくると思い、この講義を開いた。冒頭で女体の良さにおいて、夏場がスカートが涼しいことについて語るも、直道が「そういうのいいからS○Xの話をしろ」と言って暴走したため、結局失敗に終わる。

## 書誌情報
- 高尾鷹浬『女体化ヤンキー学園』リブレ〈ビーボーイコミックスデラックス〉、既刊6巻（2020年12月10日現在）
  1. 2016年3月10日発売[2]、ISBN 978-4-7997-2899-4
  2. 2017年1月10日発売[3]、ISBN 978-4-7997-3195-6
  3. 2017年12月9日発売[4]、ISBN 978-4-7997-3649-4
  4. 2018年12月10日発売[5]、ISBN 978-4-7997-4132-0
  5. 2019年12月10日発売[6]、ISBN 978-4-7997-4602-8
  6. 2020年12月10日発売[7]、ISBN 978-4-7997-5036-0

## 関連リンク
- 高尾鷹浬ブログ。